# Attelage Scharfenberg
Pour les articles homonymes, voir Scharfenberg.

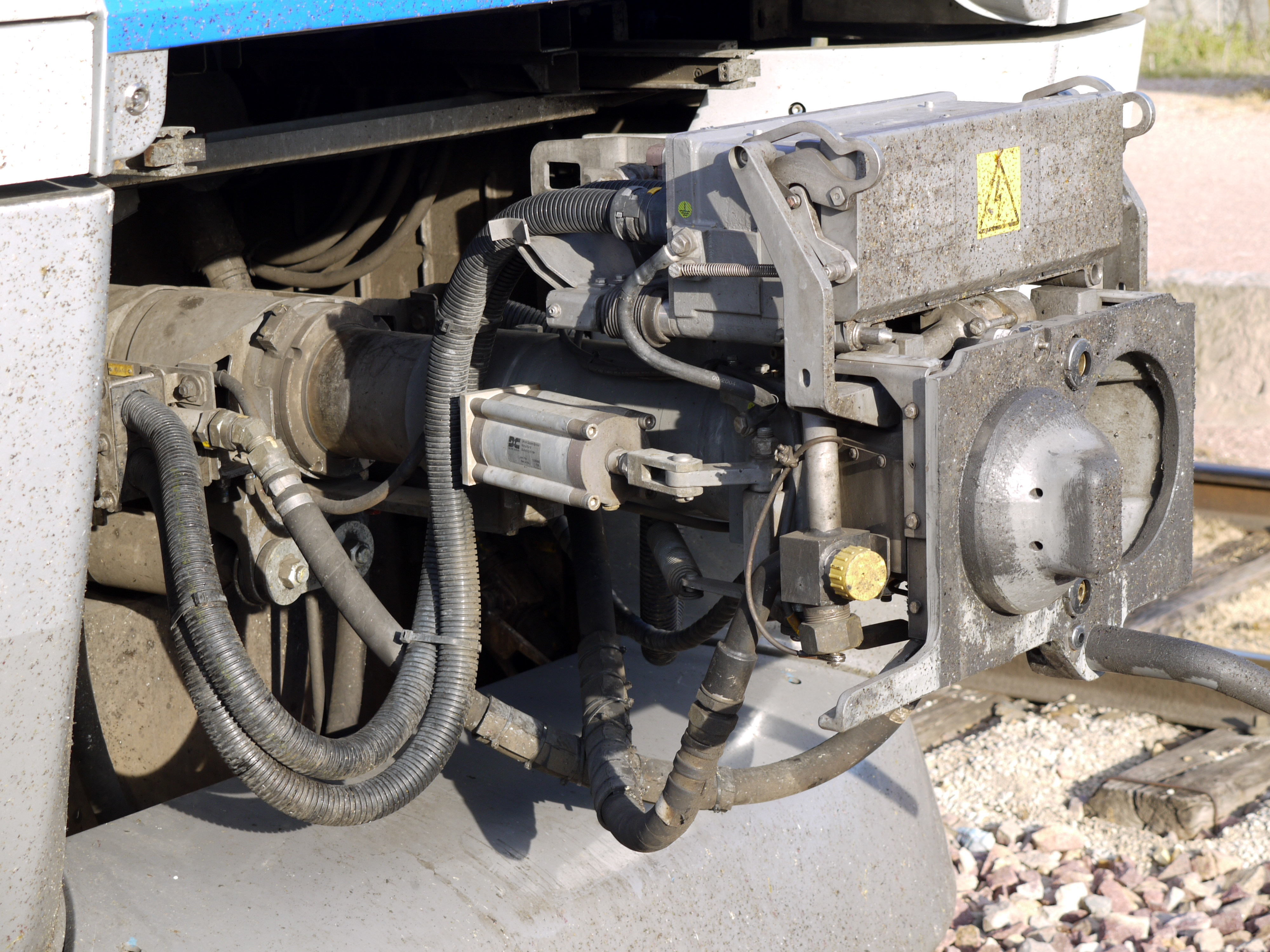
Gros plan d'un attelage Scharfenberg.

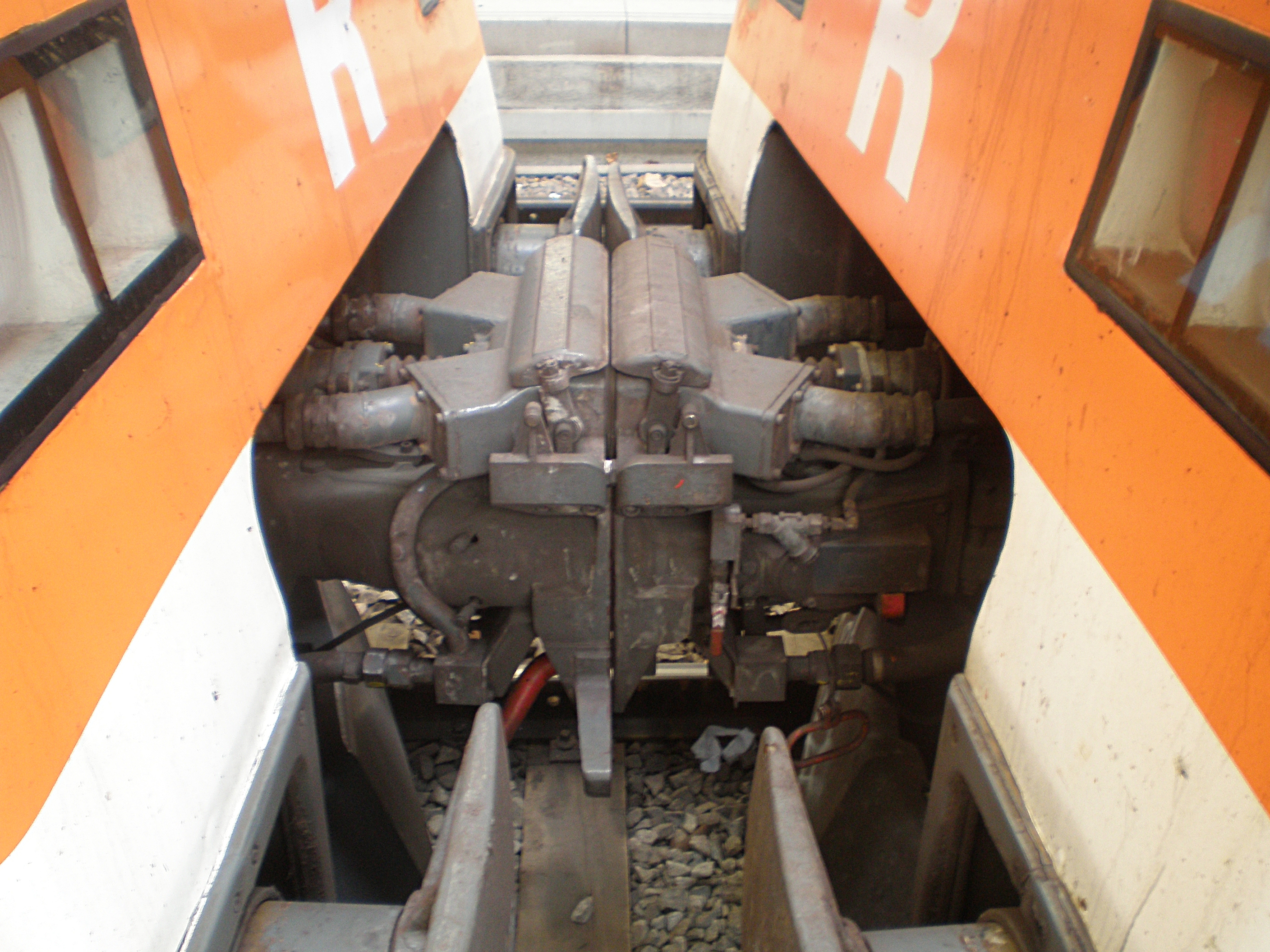
Attelage Scharfenberg.

L’attelage Scharfenberg, parfois appelé « Scharf » ou « Schaku », contraction de l'allemand Scharfenbergkupplung, est un type d'attelage ferroviaire automatique. Élaboré en 1903 par l'ingénieur Karl Scharfenberg à Königsberg en Prusse-Orientale (aujourd'hui Kaliningrad, Russie), il a été breveté le 18 mars 1904. De plus en plus répandu, il est utilisé sur des motrices, des automotrices, des voitures remorquées, des trains à grande vitesse (notamment le TGV français), des métros, etc.
Il existe plusieurs types d'attelages Scharfenberg, aux propriétés et fonctionnalités différentes. La fonction initiale de cet attelage est d’assurer le couplage mécanique entre véhicules ferroviaires mais certains modèles permettent également un couplage électrique et pneumatique. Les attelages de type 10 sont utilisés sur les lignes à voie normale en Europe.
Le couplage et le découplage à l'aide d'attelages Scharfenberg sont très rapides et nécessitent un minimum d'opérations manuelles. Le verrouillage de l'attelage est assuré par des têtes rotatives internes. Il n'est pas nécessaire qu'il y ait un choc pour que l'attelage soit bien verrouillé. Le couplage des trains peut donc être fait à très faible vitesse, 3,2 km/h, ce qui fait que les passagers n'ont pas à subir de secousse.
Ce type d'attelage est cependant très sensible aux corps étrangers comme la neige, la glace, etc. En effet, si un objet se loge dans le mécanisme, le système ne fonctionne plus correctement. Pour éviter ce problème, les attelages sont souvent protégés par un cache lorsqu'ils ne sont pas en service, surtout sur les trains à grande vitesse.

## Galerie

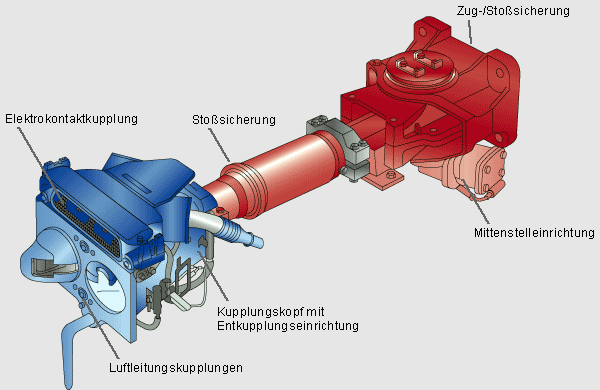
Schéma d'un attelage Scharfenberg
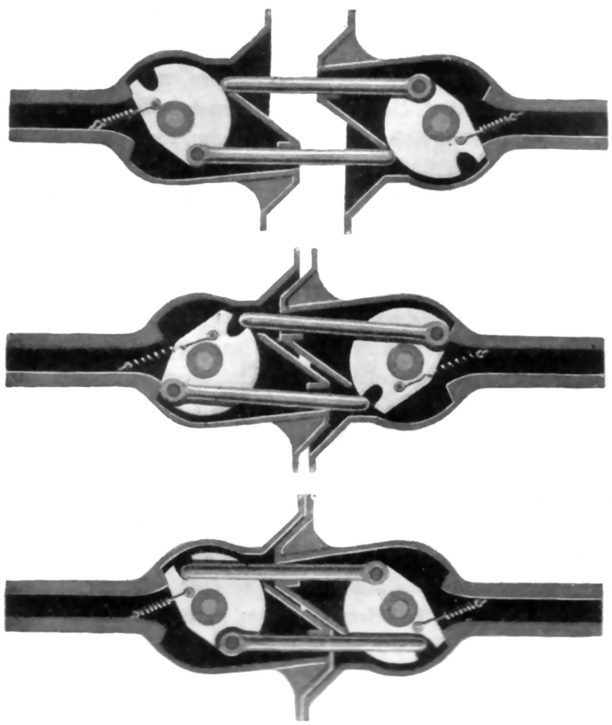
Schéma de principe de fonctionnement de l'attelage Scharfenberg.
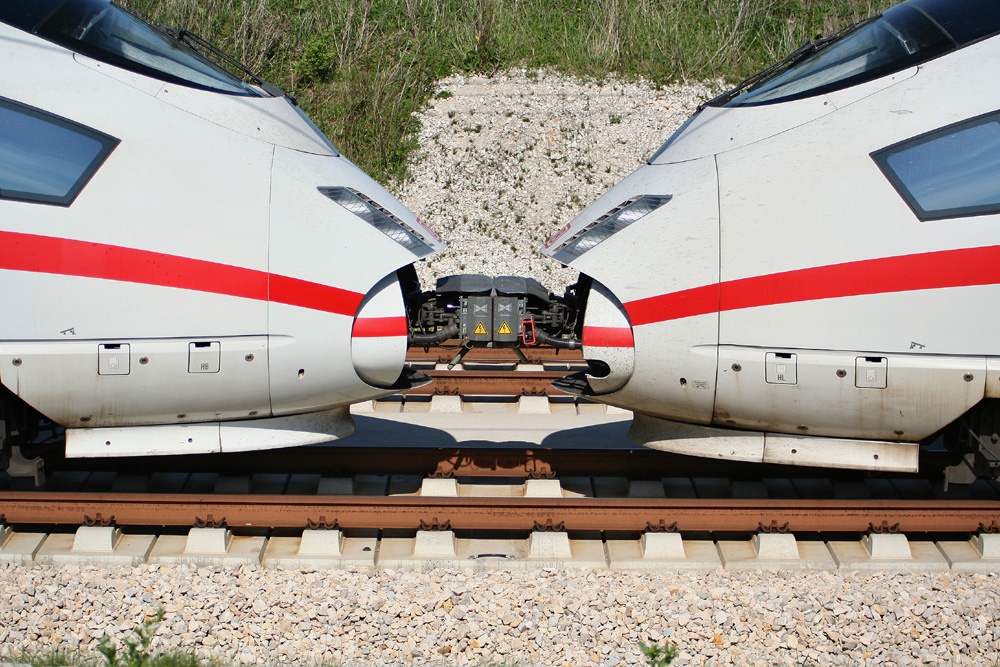
Deux rames ICE accouplées : les « portes » de leurs caches, ouverts, sont visibles.
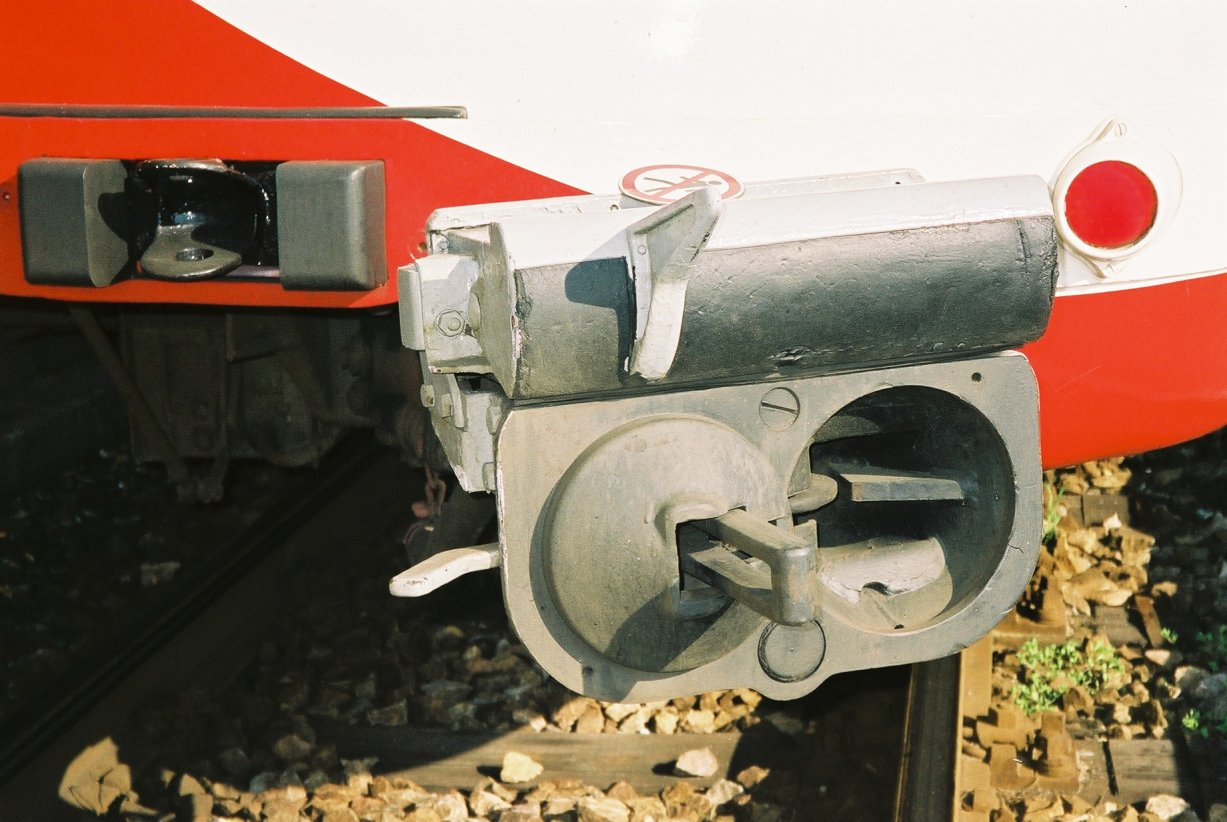
Attelage Scharfenberg sur une voiture du réseau allemand MVV OEG AG
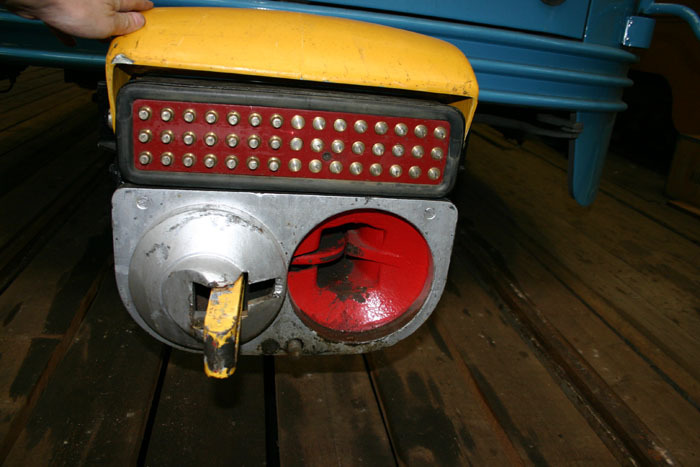
Attelage Scharfenberg sur une rame de tramway